# اچ‌ام‌اس ماداگاسکار (۱۸۲۲)
اچ‌ام‌اس ماداگاسکار (۱۸۲۲) (به انگلیسی: HMS Madagascar (1822)) یک کشتی بود که طول آن ۱۵۹ فوت (۴۸ متر) بود. این کشتی در سال ۱۸۲۲ ساخته شد.